# S&S – Sansei Technologies
S&S – Sansei Technologies, Inc. (vormals S&S Worldwide und S&S Power) ist ein US-amerikanischer Hersteller von Achterbahnen und Vergnügungsanlagen, welcher im Jahre 1994 gegründet wurde.

## Geschichte
Das Unternehmen befindet sich in der Stadt Logan im US-Bundesstaat Utah und wurde ursprünglich 1994 von Stan Checketts (1941–2022) als Hersteller von Bungee-Jumping und Trampolin-Equipment unter dem Namen S&S Sports, Inc. gegründet. Zwei Jahre später wurde S&S Sports verkauft. Gleichzeitig begann man seit 1994, unter dem Firmennamen S&S Power durch Pneumatik angetriebene Fahrgeschäfte und Achterbahnen zu entwickeln und zu produzieren. Im Oktober 2002 übernahm man das in Konkurs geratene Unternehmen Arrow Dynamics und firmierte unter den Firmennamen S&S Arrow. Später wurde das Unternehmen zu S&S Worldwide umbenannt, das seit 2012 unter dem aktuellen Firmennamen auftritt. CEO und Präsident ist seit 2012 Timothy J Timco.
S&S – Sansei Technologies ist nach eigenen Angaben der größte Hersteller von Vergnügungsanlagen in den USA und hat bereits mehr als 450 Fahrgeschäfte produziert und in über 30 Ländern exportiert.

## Fahrgeschäftsmodelle
Aktuelle Produkte:
- Tower Rides:  (Spin Shot Tower • Space Shot • Turbo Drop • Combo Tower • Double Shot • Rotating Tower)
- Family Rides:  (Family Inverted Coaster • Steeplechase Coaster • Mine Train Coaster • Free Fly Coaster)
- Thrill Rides:  (4D Free Spin Coaster • 4th Dimension Coaster • Air Launch Coaster • Axis Coaster • El Loco Coaster • LSM Triple Launch Coaster • Screamin’ Swing)

Eingestellte Produkte:
- Frog Hopper • Jungle Swing • Monkey Madness • Sky Sling • Sky Swat • Screaming Squirrel • Wooden Coaster

## Achterbahnmodelle

### 4D Free Spin Coaster
| Name                     | Model                | Freizeitpark                  | Land                         | Eröffnet | Status     |
| ------------------------ | -------------------- | ----------------------------- | ---------------------------- | -------- | ---------- |
| Arashi                   | 4D Free Spin Coaster | Nagashima Spa Land            | Japan                        | 2017     | In Betrieb |
| Batman The Ride          | 4D Free Spin Coaster | Six Flags Fiesta Texas        | Vereinigte Staaten           | 2015     | In Betrieb |
| Batman The Ride          | 4D Free Spin Coaster | Six Flags Discovery Kingdom   | Vereinigte Staaten           | 2019     | In Betrieb |
| Dragon Slayer            | 4D Free Spin Coaster | Adventureland Altoona         | Vereinigte Staaten           | 2021     | In Betrieb |
| John Wick: Open Contract | 4D Free Spin Coaster | Motiongate                    | Vereinigte Arabische Emirate | 2022     | In Betrieb |
| Joker                    | 4D Free Spin Coaster | Six Flags Great Adventure     | Vereinigte Staaten           | 2016     | In Betrieb |
| Joker                    | 4D Free Spin Coaster | Six Flags Great America       | Vereinigte Staaten           | 2017     | In Betrieb |
| Joker                    | 4D Free Spin Coaster | Six Flags Over Texas          | Vereinigte Staaten           | 2017     | In Betrieb |
| Joker                    | 4D Free Spin Coaster | Six Flags New England         | Vereinigte Staaten           | 2017     | In Betrieb |
| unbekannt                | 4D Free Spin Coaster | Ocean Flower Island Fairyland | China                        | 2023     | Im Bau     |
| Tumbili                  | 4D Free Spin Coaster | Kings Dominion                | Vereinigte Staaten           | 2022     | In Betrieb |
| Wonder Woman             | 4D Free Spin Coaster | Six Flags México              | Mexiko                       | 2018     | In Betrieb |

### 4th Dimension Coaster
| Name      | Model                 | Freizeitpark         | Land  | Eröffnet | Status     |
| --------- | --------------------- | -------------------- | ----- | -------- | ---------- |
| Dinoconda | 4th-Dimension-Coaster | China Dinosaurs Park | China | 2012     | In Betrieb |
| Eejanaika | 4th-Dimension-Coaster | Fuji-Q Highland      | Japan | 2006     | In Betrieb |

### Air Launch Coaster
| Name                  | Model                           | Freizeitpark            | Land               | Eröffnet | Status      |
| --------------------- | ------------------------------- | ----------------------- | ------------------ | -------- | ----------- |
| Bullet Coaster        | Compressed Air Launched Coaster | Happy Valley (Shenzhen) | China              | 2011     | In Betrieb  |
| Do-Dodonpa            | Compressed Air Launched Coaster | Fuji-Q Highland         | Japan              | 2001     | geschlossen |
| HyperSonic XLC        | Compressed Air Launched Coaster | Kings Dominion          | Vereinigte Staaten | 2001     | abgerissen  |
| Launch Roller Coaster | Compressed Air Launched Coaster | Sun Tzu Cultural Park   | China              | 2020     | In Betrieb  |
| Maxx Force            | Compressed Air Launched Coaster | Six Flags Great America | Vereinigte Staaten | 2019     | In Betrieb  |
| OCT Thrust SSC1000    | Compressed Air Launched Coaster | Happy Valley (Wuhan)    | China              | 2014     | In Betrieb  |
| Ring-Racer            | Compressed Air Launched Coaster | Nürburgring             | Deutschland        | 2013     | geschlossen |
| unbekannt             | Compressed Air Launched Coaster | Colorful World          | China              | 2023     | Im Bau      |

### Axis Coaster
| Name         | Model        | Freizeitpark | Land          | Eröffnet | Stus   |
| ------------ | ------------ | ------------ | ------------- | -------- | ------ |
| Transformers | Axis Coaster | Seven Yanbu  | Saudi-Arabien | 2025     | Im Bau |

### El Loco
| Name                  | Model           | Freizeitpark             | Land                   | Eröffnet | Status     |
| --------------------- | --------------- | ------------------------ | ---------------------- | -------- | ---------- |
| Crazy Bird            | El Loco Coaster | Happy Valley (Dongli)    | China                  | 2013     | In Betrieb |
| El Loco               | El Loco Coaster | Adventuredome            | Vereinigte Staaten     | 2014     | In Betrieb |
| Green Lantern Coaster | El Loco Coaster | Warner Bros. Movie World | Australien             | 2011     | In Betrieb |
| Mumbo Jumbo           | El Loco Coaster | Flamingo Land            | Vereinigtes Königreich | 2009     | In Betrieb |
| Steel Hawg            | El Loco Coaster | Indiana Beach            | Vereinigte Staaten     | 2008     | In Betrieb |
| Timber Drop           | El Loco Coaster | Fraispertuis City        | Frankreich             | 2011     | In Betrieb |

### Family Inverted Coaster
| Name            | Model                   | Freizeitpark     | Land               | Eröffnet | Status     |
| --------------- | ----------------------- | ---------------- | ------------------ | -------- | ---------- |
| Merlin's Mayhem | Family Inverted Coaster | Dutch Wonderland | Vereinigte Staaten | 2018     | In Betrieb |

### Free Fly
| Name   | Model            | Freizeitpark     | Land     | Eröffnet | Status     |
| ------ | ---------------- | ---------------- | -------- | -------- | ---------- |
| Tranan | Free Fly Coaster | Skara Sommarland | Schweden | 2009     | In Betrieb |

### LSM Triple Launch Coaster
| Name      | Model                     | Freizeitpark             | Land               | Eröffnet | Status     |
| --------- | ------------------------- | ------------------------ | ------------------ | -------- | ---------- |
| GaleForce | LSM Triple Launch Coaster | Playland's Castaway Cove | Vereinigte Staaten | 2017     | In Betrieb |

### Mine Train Coaster
| Name     | Model              | Freizeitpark | Land    | Eröffnet | Status     |
| -------- | ------------------ | ------------ | ------- | -------- | ---------- |
| Eldorado | Mine Train Coaster | Etnaland     | Italien | 2013     | In Betrieb |

### Screaming Squirrel
| Name               | Model              | Freizeitpark      | Land     | Eröffnet | Status     |
| ------------------ | ------------------ | ----------------- | -------- | -------- | ---------- |
| Afterburner        | Screaming Squirrel | Wonder Island     | Russland | 2007     | abgerissen |
| Man-O-War          | Screaming Squirrel | Mysterious Island | China    | 2006     | In Betrieb |
| Sequoia Magic Loop | Screaming Squirrel | Gardaland         | Italien  | 2005     | abgerissen |

### Steel Coaster
| Name          | Model         | Freizeitpark | Land               | Eröffnet | Status     |
| ------------- | ------------- | ------------ | ------------------ | -------- | ---------- |
| Steel Curtain | Steel Coaster | Kennywood    | Vereinigte Staaten | 2019     | In Betrieb |

### Wooden Coaster
| Name                     | Model          | Freizeitpark                | Land               | Eröffnet | Status      |
| ------------------------ | -------------- | --------------------------- | ------------------ | -------- | ----------- |
| Avalanche                | Wooden Coaster | Timber Falls Adventure Park | Vereinigte Staaten | 2004     | geschlossen |
| Falken                   | Wooden Coaster | Fårup Sommerland            | Dänemark           | 2004     | In Betrieb  |
| Hell Cat                 | Wooden Coaster | Clementon Amusement Park    | Vereinigte Staaten | 2004     | In Betrieb  |
| Timberhawk: Ride of Prey | Wooden Coaster | Wild Waves Theme Park       | Vereinigte Staaten | 2003     | In Betrieb  |

## Galerie

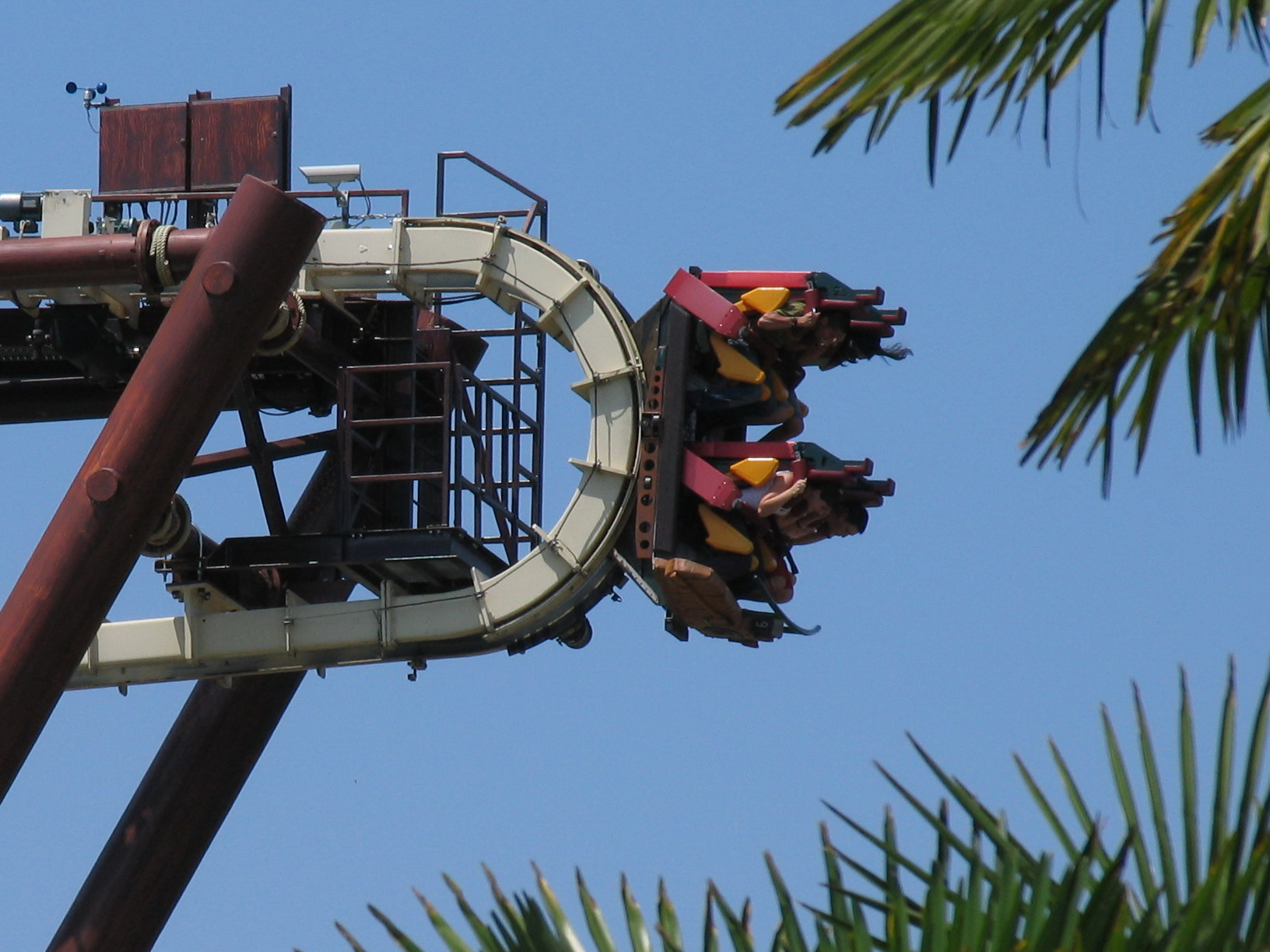
Sequoia Adventure im Gardaland
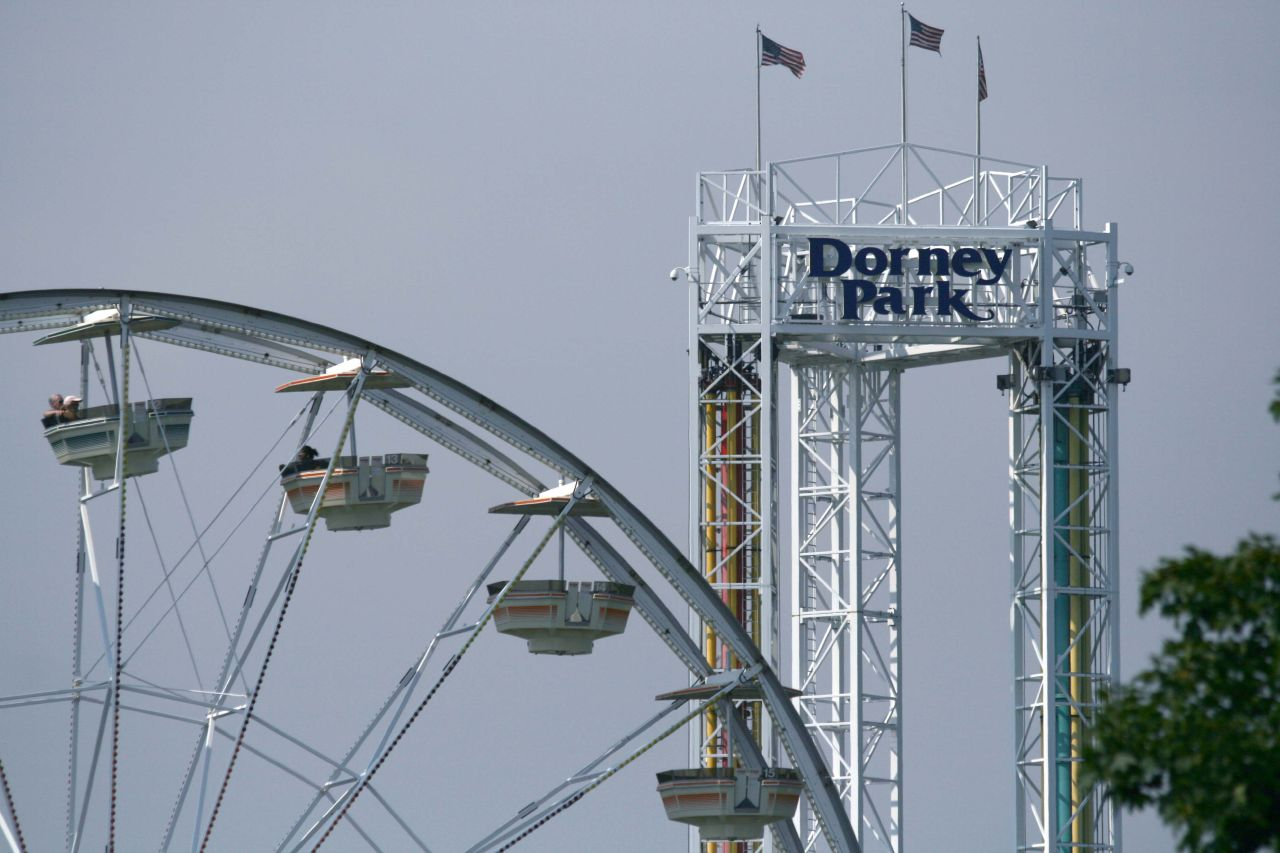
Dominator im Dorney Park
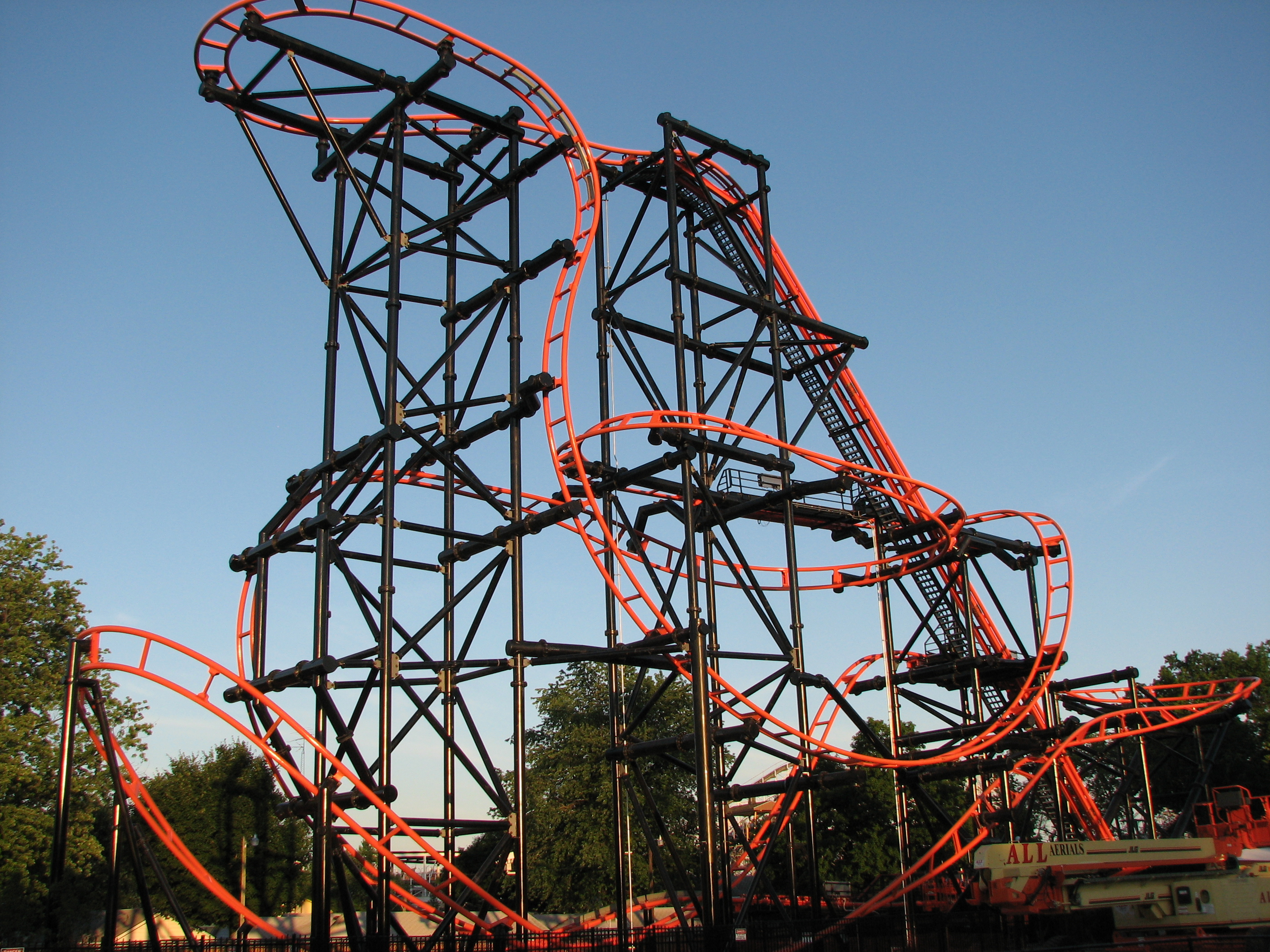
Steel Hawg in Indiana Beach
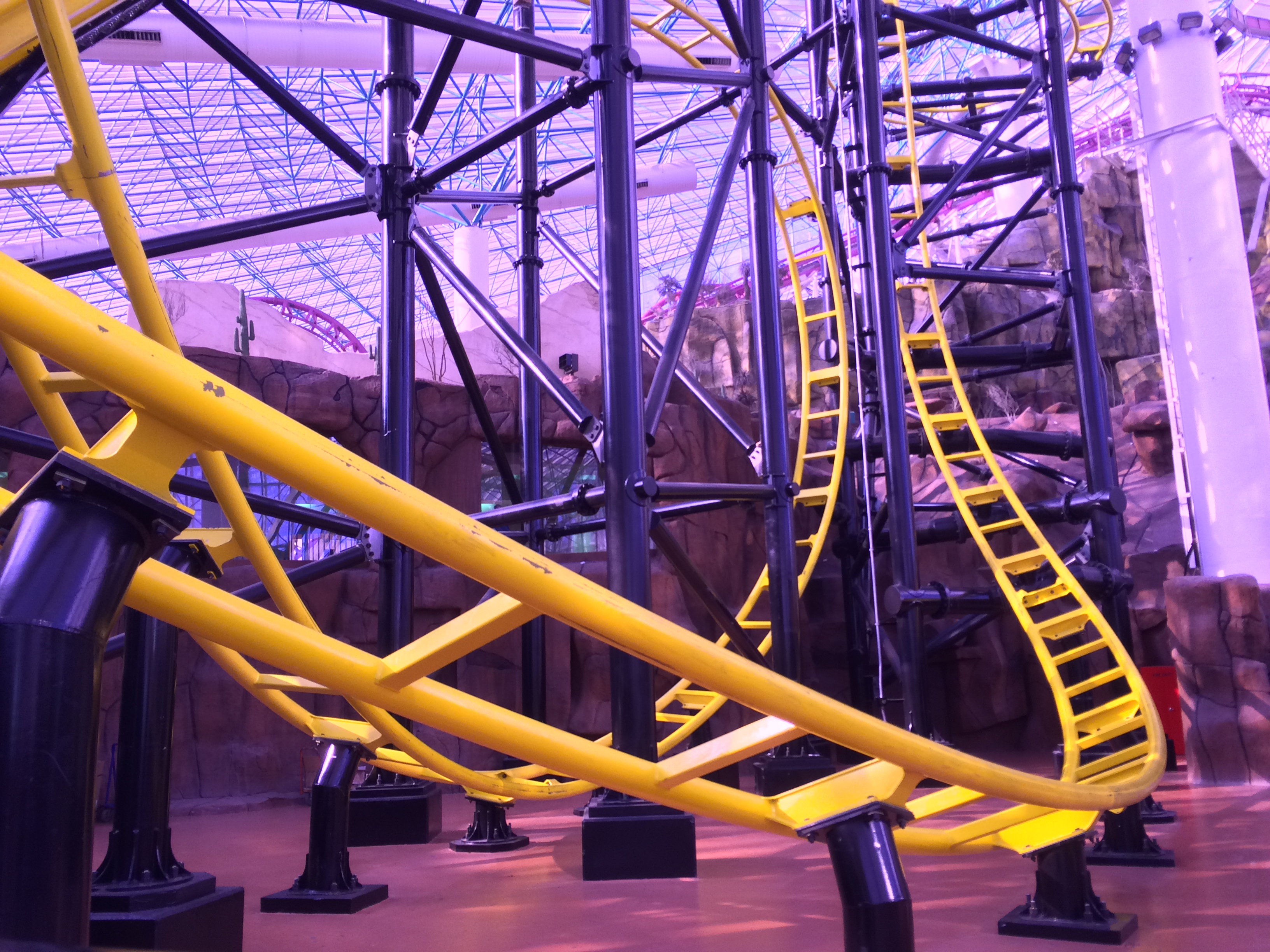
El Loco Coaster im Adventuredome
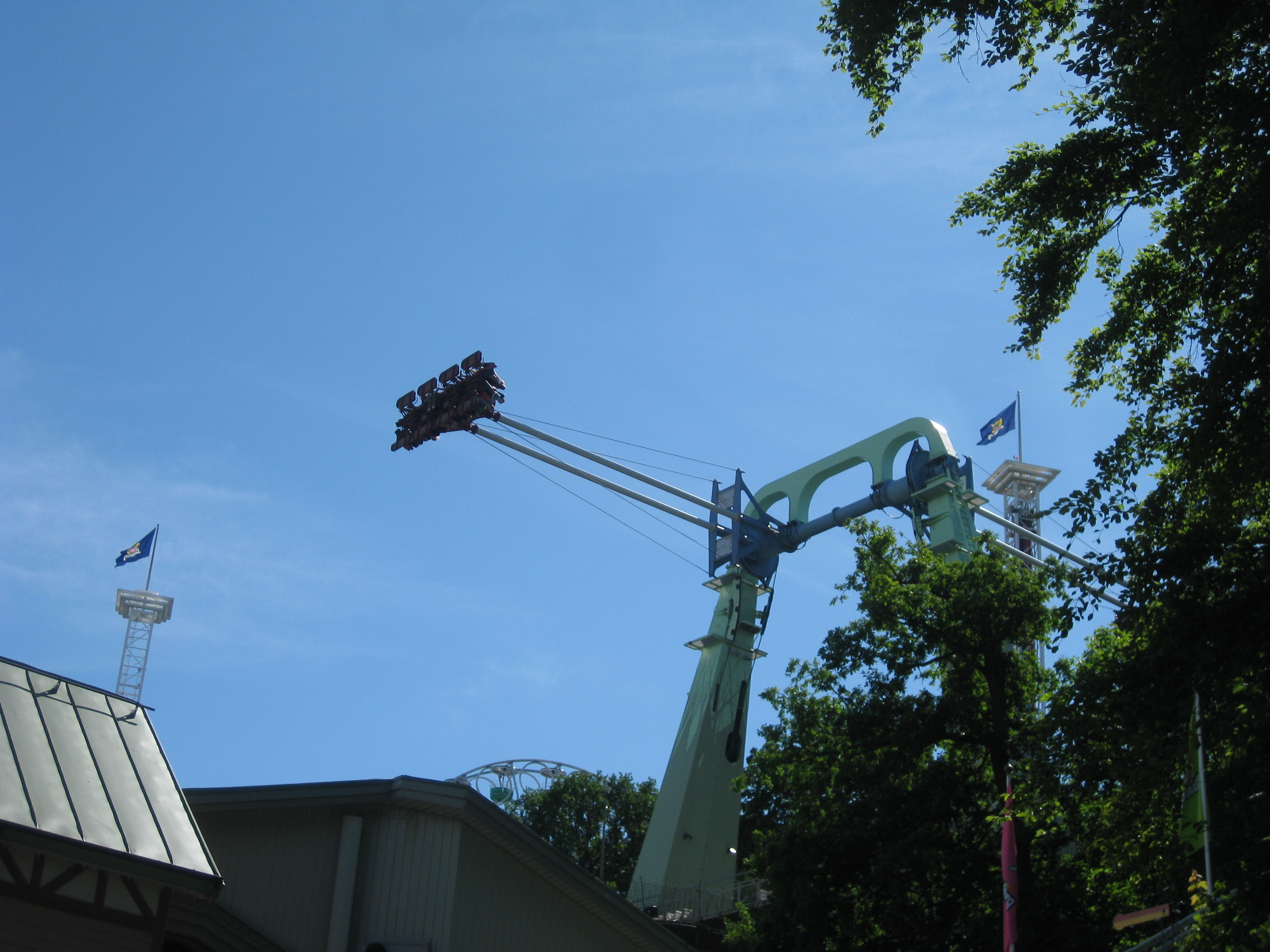
Uppswinget im Liseberg Park
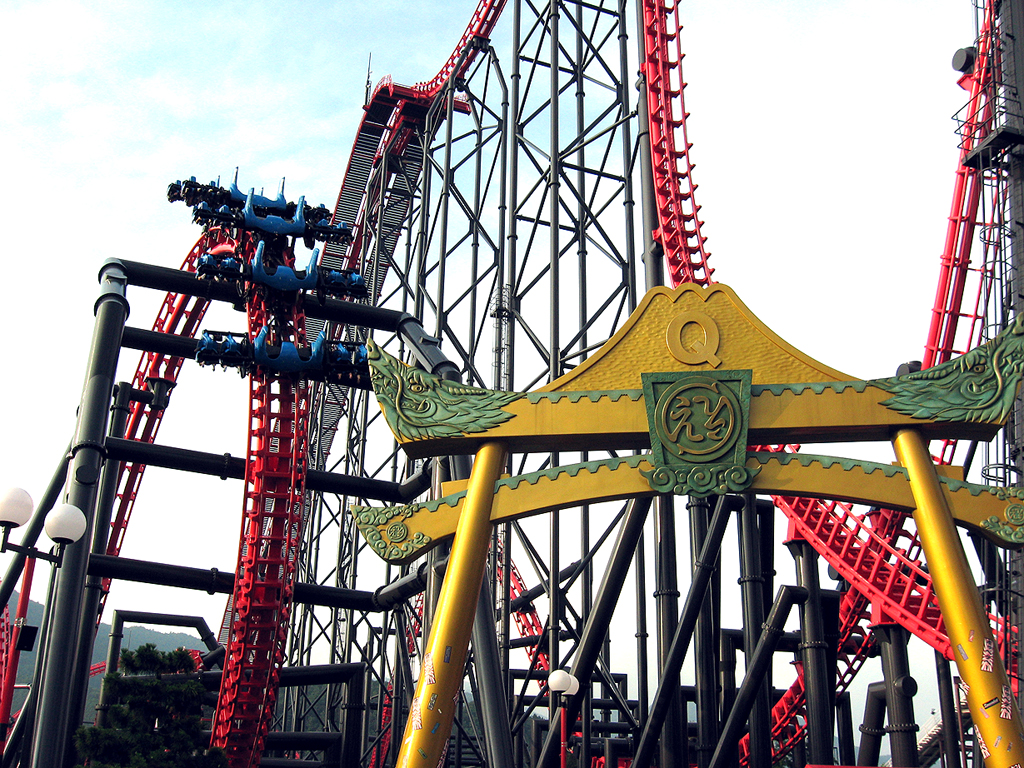
Eejanaika im Fuji-Q Highland
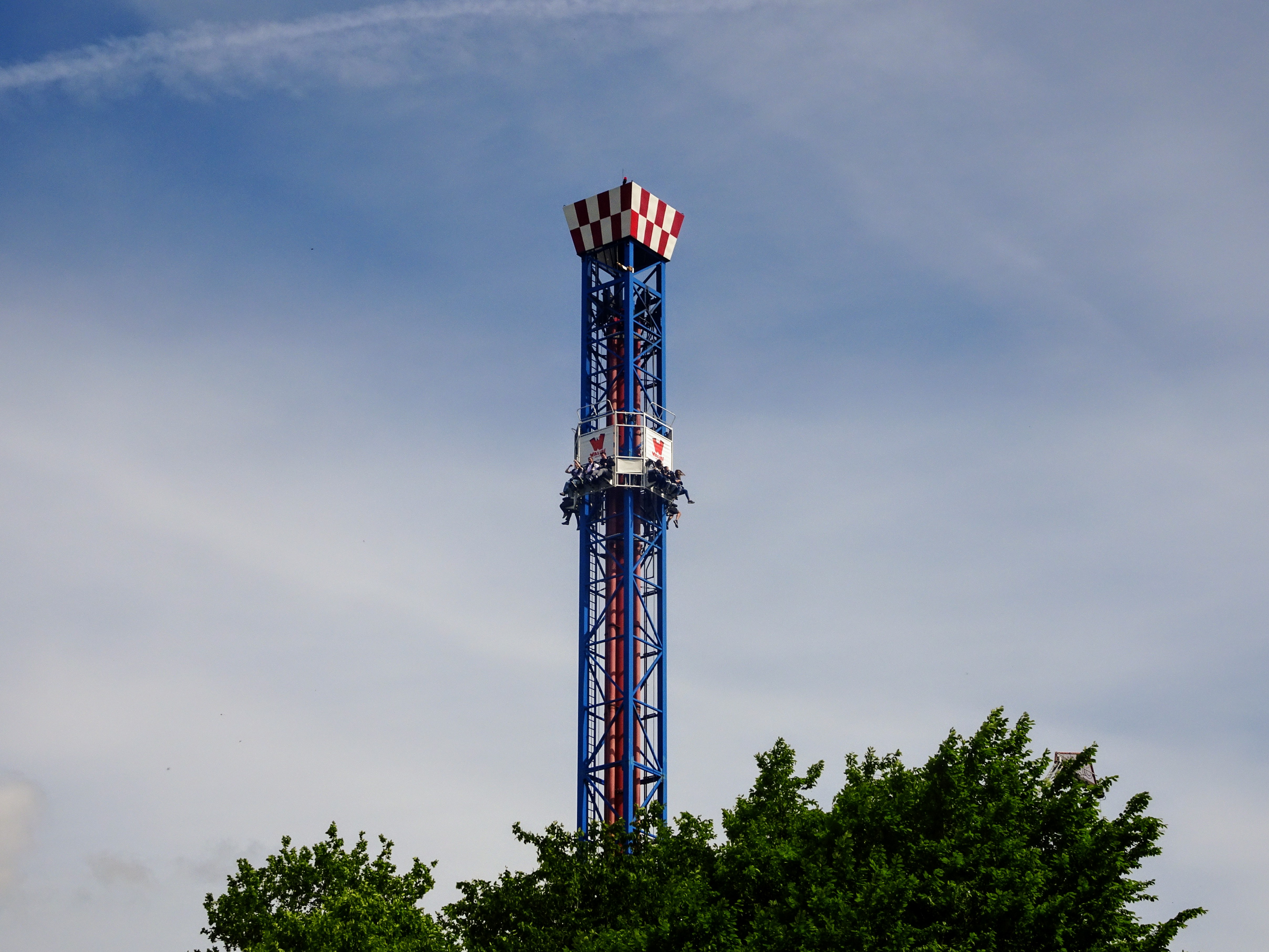
Space Shot im Walibi Holland
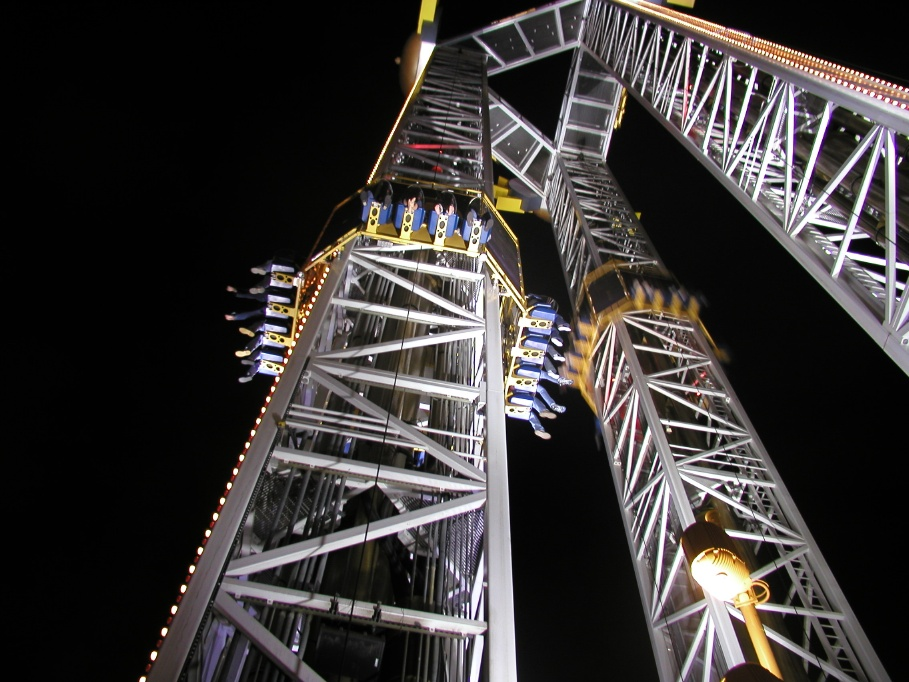
Maliboomer in Disney's California Adventure
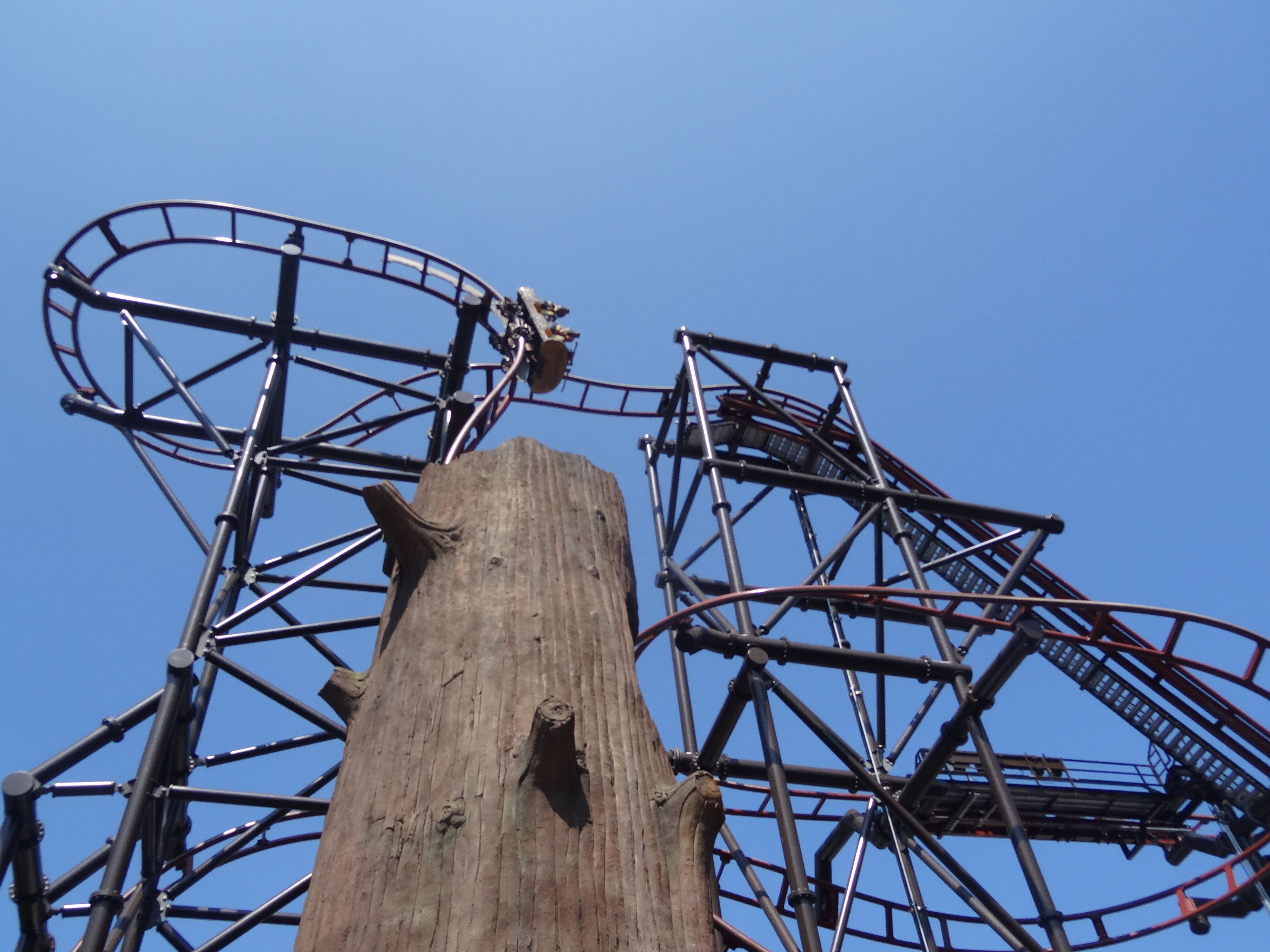
Timber Drop in Fraispertuis City
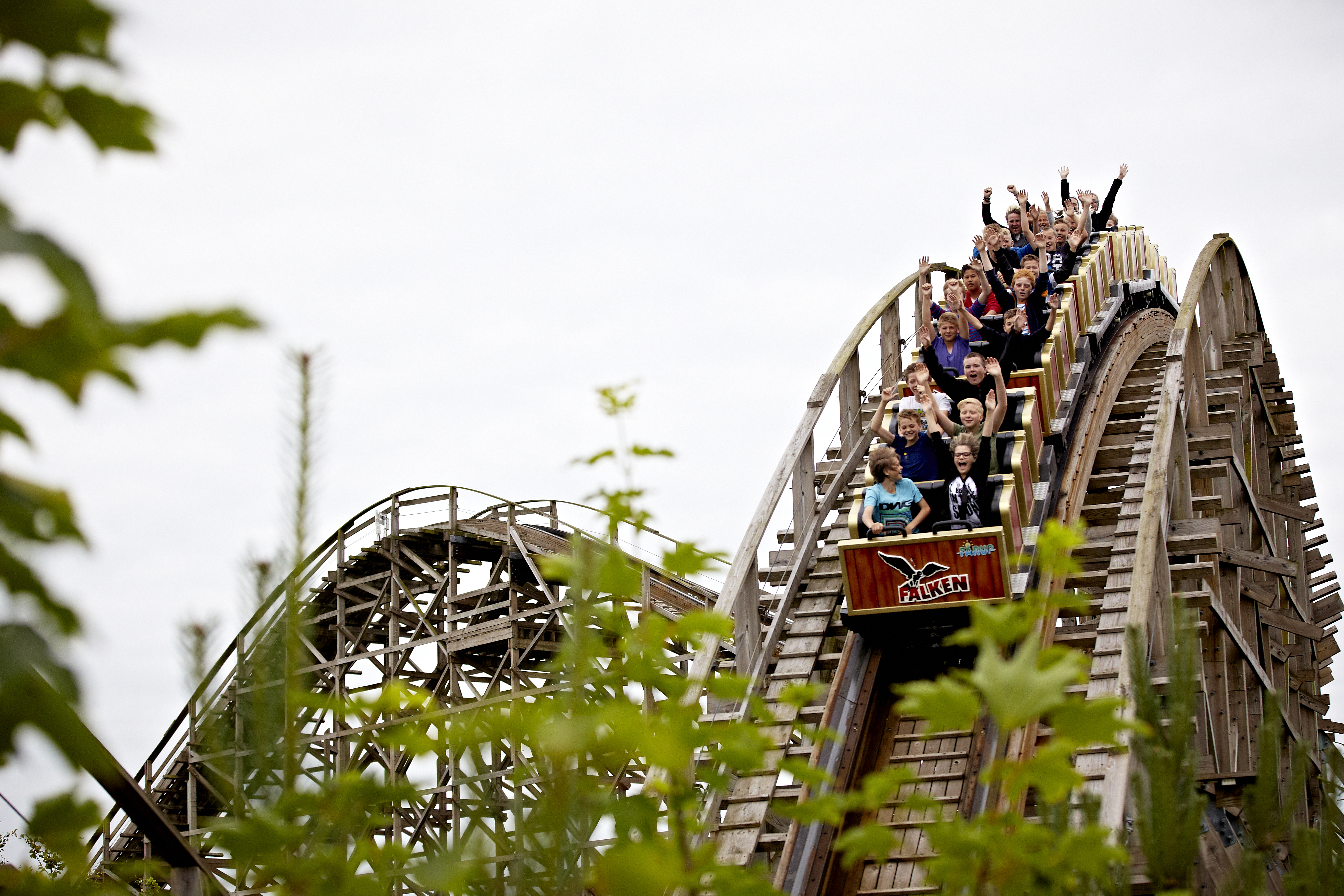
Falken im Fårup Sommerland